# Charles Scribner’s Sons

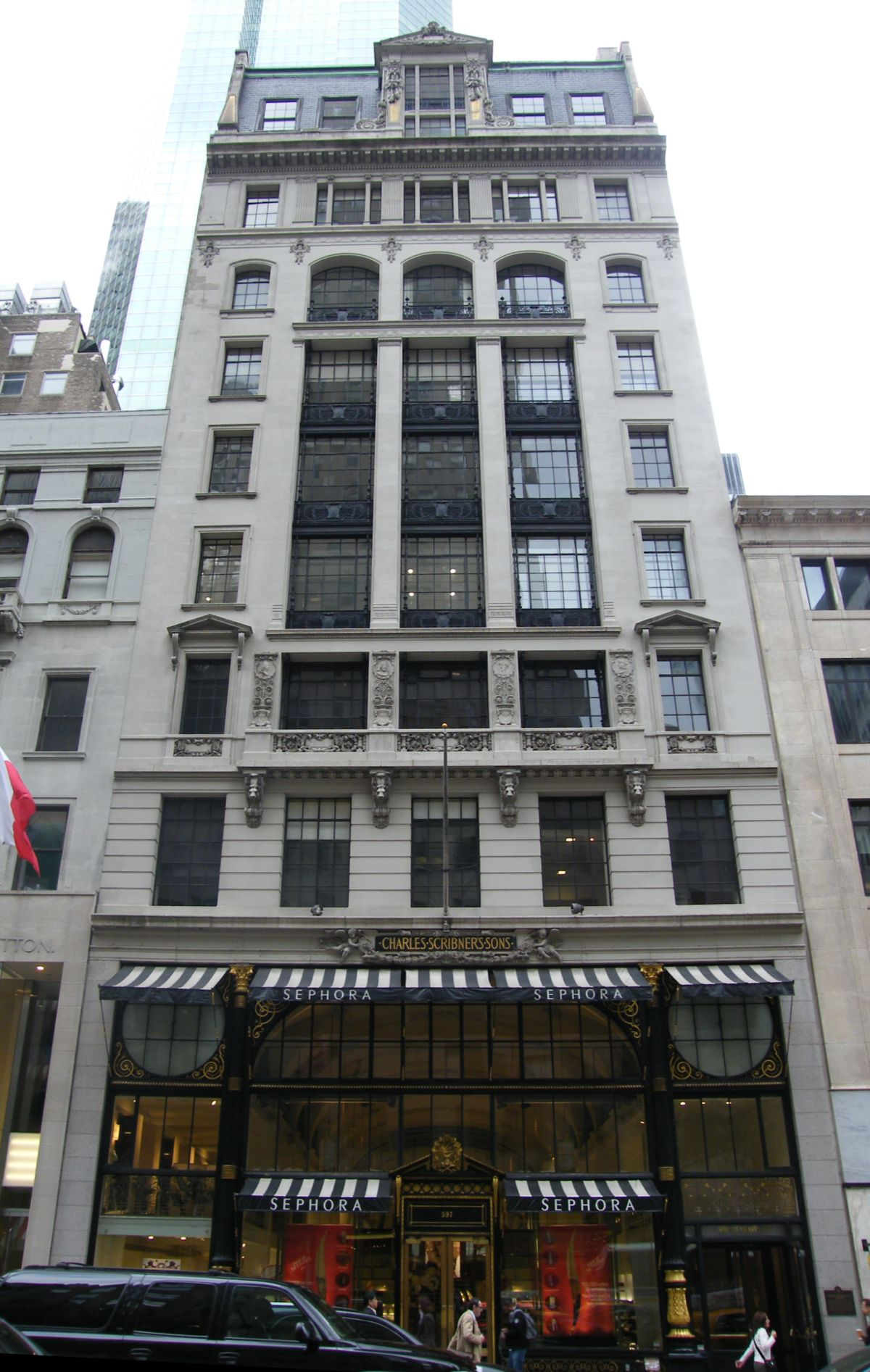
Das Charles Scribner’s Sons Building in New York City

Charles Scribner’s Sons, auch Scribner’s oder Scribner genannt, ist ein US-amerikanisches Verlagshaus mit Sitz in New York, das unter anderem Werke von so renommierten und bekannten Autoren wie Ernest Hemingway, F. Scott Fitzgerald, Kurt Vonnegut, Marjorie Kinnan Rawlings, Stephen King, Robert A. Heinlein, Thomas Wolfe, George Santayana, John Clellon Holmes und Edith Wharton veröffentlicht. Zu dem Verlag gehören zahlreiche Autoren, die mit Pulitzer-Preisen, National Book Awards oder anderen Auszeichnungen preisgekrönt wurden. Das Verlagshaus gab über viele Jahre auch das Magazin Scribner’s Magazine heraus.
Im Jahre 1978 verschmolz das Verlagshaus mit Atheneum und firmierte dann unter dem Namen The Scribner Book Companies. Diese Firma wiederum wurde nach weiteren Zukäufen im Jahre 1984 in Macmillan umgewandelt.
Simon & Schuster kaufte 1994 Macmillan. Der ursprüngliche Firmenname Charles Scribner’s Sons wurde auf Scribner verkürzt und wurde zu diesem Zeitpunkt nur für einzelne Teile des Verlagsprogramms verwendet.

## Geschichte
Das Verlagshaus wurde 1846 von Charles Scribner und Isaac D. Baker als Baker & Scribner gegründet. Nach Bakers Tod kaufte Charles Scribner dessen Anteile auf und benannte die Firma in Charles Scribner Company um. 1865 publizierte das Verlagshaus erstmals auch ein Magazin, das den Namen Hours at Home erhielt.
1870 gründete Scribner eine weitere Tochtergesellschaft, nämlich Scribner and Company, die ein Magazin mit dem Titel Scribner’s Monthly herausgaben. Nach dem Tod des Firmengründers im Jahre 1871 übernahm sein Sohn John Blair Scribner das Unternehmen. Charles Scribners andere zwei Söhne, Charles Scribner II und Arthur Hawley Scribner traten 1875 beziehungsweise 1884 ein. Beide sollten später das Unternehmen leiten. Nachdem andere Minderheitsgesellschafter ihre Anteile an die Gebrüder verkauft hatten, wurde die Firma in Charles Scribner’s Sons umbenannt.
Ab 1873 gab Scribner’s auch ein Kindermagazin heraus. Leitende Redakteurin war Mary Mapes Dodge, Frank R. Stockton assistierte ihr. 1881 verkaufte die Scribner-Familie zunächst alle Unternehmensteile, die mit der Publikation von Magazinen beschäftigt waren. Gleichzeitig verpflichtete sich das Unternehmen, über den Zeitraum von fünf Jahren keine weiteren Magazine oder Zeitschriften herauszugeben. Mit Auslaufen dieser Sperrfrist begannen sie die Zeitschrift Scribner’s Magazine herauszugeben. Hauptsitz der Firma war ab 1893 das Scribner Building, später dann das Charles Scribner’s Sons Building. Beide in Manhattan befindliche Gebäude wurden von dem Architekten Ernest Flagg im Stil der Beaux-Arts-Architektur entworfen.

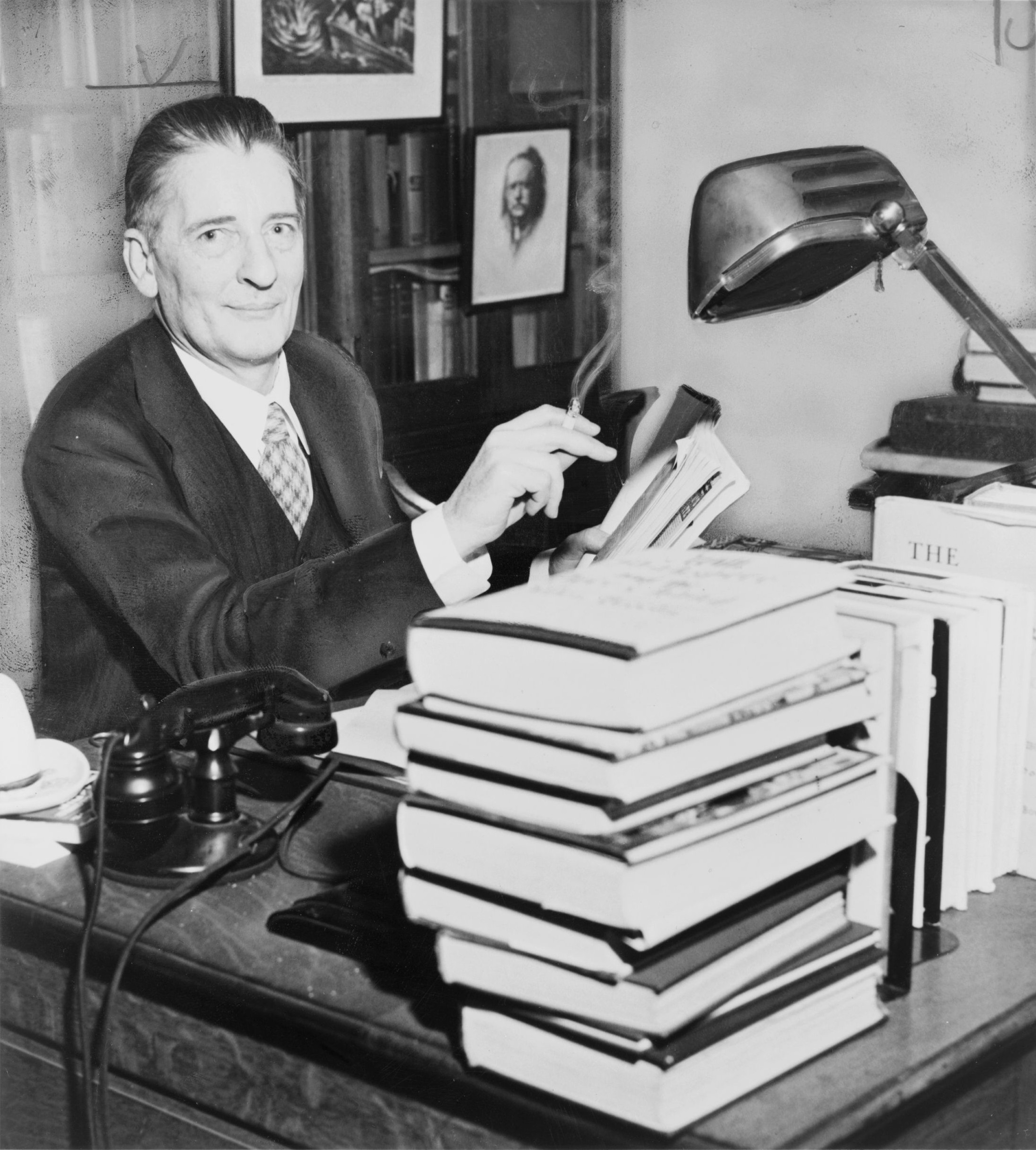
Maxwell Perkins

Dass Scribner’s sich zu einem wichtigen Verlagshaus der US-amerikanischen Literaturszene entwickelte, ist auch dem Lektor Maxwell Perkins zu verdanken. Der Fitzgerald-Experte Matthew J. Bruccoli bezeichnete Perkins als den einzigen Lektor in der Geschichte der amerikanischen Literatur, der den meisten Studenten der Amerikanistik bekannt sei. Perkins wurde 1910 als Lektor eingestellt. Scribner’s war zu dem Zeitpunkt, zu dem Perkins zu dem Verlagshaus hinzustieß, vor allem für seine Veröffentlichungen von angesehenen und etablierten US-amerikanischen Autoren wie John Galsworthy, Henry James und Edith Wharton bekannt. Obwohl auch Perkins diese Klassiker der amerikanischen Literatur schätzte, lag ihm jedoch viel daran, neue Talente zu entdecken. Seine erste große Entdeckung war F. Scott Fitzgerald. Perkins hatte Interesse an Fitzgeralds erstem Romanmanuskript The Romantic Egotist bekundet, musste aber sowohl den ersten Entwurf im August 1918 als auch die auf seine Anregungen hin überarbeitete Fassung im Oktober 1918 ablehnen. Perkins gelang es jedoch, seine Verlagskollegen von der dritten Fassung, deren Titel Fitzgerald This Side of Paradise (Diesseits vom Paradies) geändert hatte, zu überzeugen, und im September 1919 wurde der Roman von Scribner’s angenommen. Diesseits vom Paradies wurde von der Literaturkritik sehr gut besprochen, den Verkaufserfolg bezeichnet Fitzgeralds Biograf Scott Donaldson als nach jedem Maßstab bemerkenswert. Das Porträt der jungen Generation nach dem Ende des Ersten Weltkrieges und insbesondere des Flappers und ihrer emanzipierten Lebensweise machten den erst 23-jährigen Fitzgerald über Nacht berühmt. Die Veröffentlichung des Romans kennzeichnete gleichzeitig das Heranwachsen einer neuen Generation von Autoren, deren Namen mit Perkins verbunden war.
Perkins war auch der Lektor von Fitzgeralds drittem Roman The Great Gatsby (Der große Gatsby), der heute als eines der bedeutendsten Werke der amerikanischen Moderne eingestuft wird. Durch Fitzgerald lernte Perkins auch den jungen Ernest Hemingway kennen und publizierte 1926 dessen ersten großen Roman The Sun Also Rises. Mit seiner gelegentlich derben Sprache war dieser Roman zu dieser Zeit ein kühnes Buch und Perkins musste sich innerhalb seines Verlags sehr für dieses Werk einsetzen. Der kommerzielle Erfolg von Hemingways nächstem Roman In einem andern Land (1929), der sich als großer Verkaufserfolg erwies, stärkte Perkins Stellung als Lektor innerhalb Scribner’s.
Perkins lektorierte auch die Arbeiten von Thomas Wolfe. Er war der Erste, der J. P. Marquand und Erskine Caldwell (Tobacco Road (1932), God's Little Acre (1933)) publizierte. Er war auch für den großen Erfolg von Marjorie Kinnan Rawlings verantwortlich, deren erster Roman Frühling des Lebens (1938) auf Basis von Vorschlägen von Perkins entstand. Der Roman wurde sofort zu einem Bestseller und gewann den Pulitzer-Preis. Alan Patons Cry, the Beloved Country (1946) war ein weiterer Roman, der von Perkins entdeckt wurde. Die vorletzte Entdeckung seines Lebens war der Autor James Jones, der 1945 an Perkins herangetreten war. Perkins überredete Jones, die Arbeit an dem Roman aufzugeben, an dem er gerade arbeitete und ermutigte ihn, mit der Arbeit an dem Werk zu beginnen, das 1951 unter dem Titel From Here to Eternity erschien. Perkins’ Gesundheit war zu diesem Zeitpunkt bereits angegriffen und er erlebte weder diesen Erfolg noch den Erfolg von Hemingways The Old Man and the Sea (1952), der ihm gewidmet war. Perkins letzte literarische Entdeckung war Marguerite Young, die ihr monumentales Werk Miss MacIntosh, My Darling mit seiner Ermutigung 1947 begonnen hatte. Lediglich auf Basis eines 40 Seiten langen Romanentwurfs hatte er mit ihr einen Vertrag unterzeichnet. Der Roman wurde letztendlich 1965 veröffentlicht.
Der Verlagsteil, der Kinderbücher publizierte, wurde 1934 gegründet und stand unter Leitung von Alice Dalgliesh. Auch dieser Teil des Verlages veröffentlichte Arbeiten von namhaften Autoren und Zeichnern. Dazu gehören unter anderem N.C. Wyeth, Robert A. Heinlein, Marcia Brown, Marjorie Kinnan Rawlings und Leo Politi.
Seit 2011 gehört das Verlagshaus der CBS Corporation.

## Leiter des Unternehmens

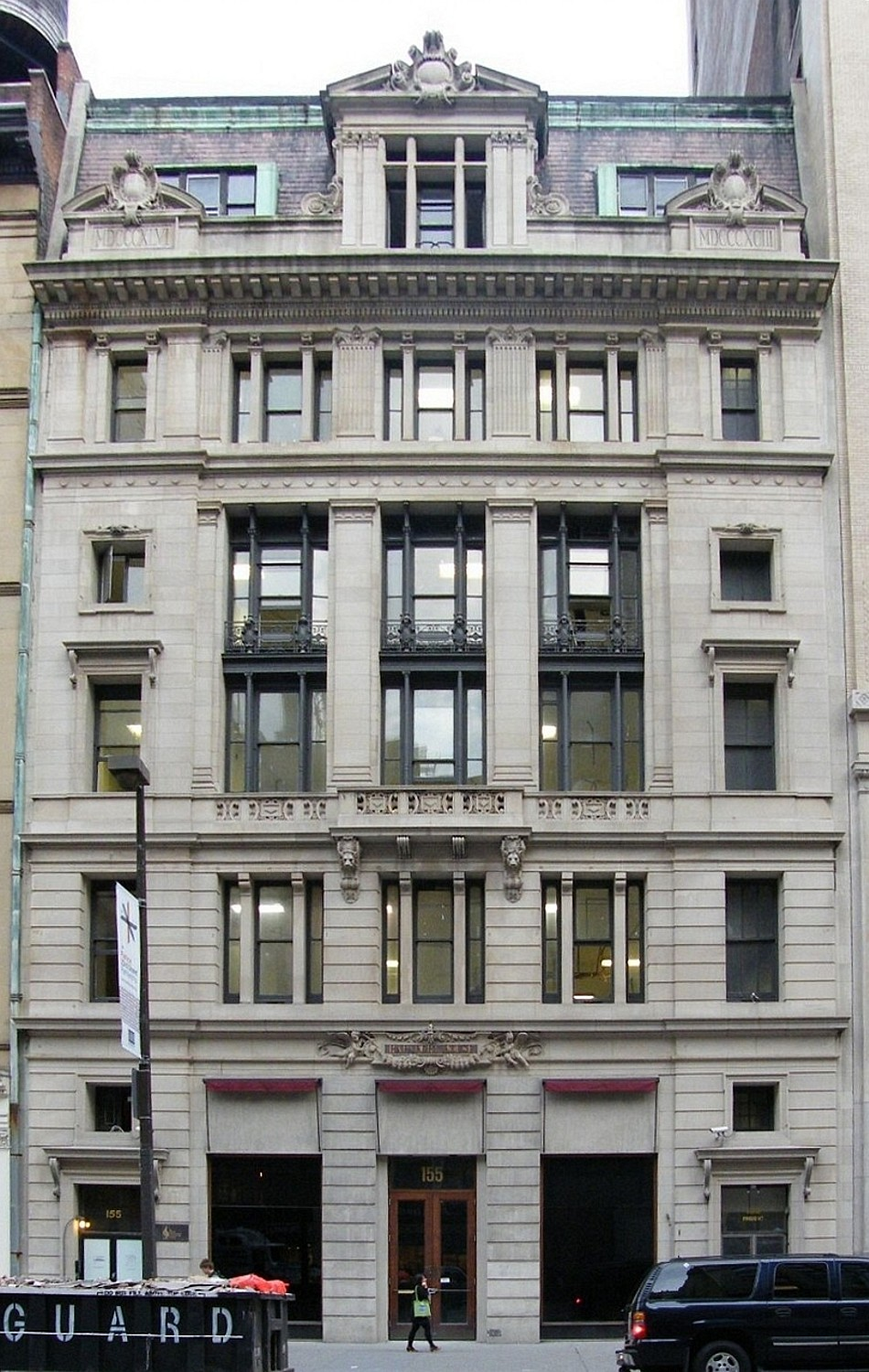
Das Scribner-Gebäude in New York City

- Charles Scribner I (1821–1871), 1846 to 1871[6]
- John Blair Scribner (1850–1879), 1871 to 1879
- Charles Scribner II (1854–1930), 1879 to ?[7]
- Arthur Hawley Scribner (1859–1932), circa 1900
- Charles Scribner III (1890–1952), 1932 to 1952
- Charles Scribner IV (1921–1995), 1952 to 1984[8][9]

## Firmenbezeichnungen
- Baker & Scribner (verwendet bis zum Tode des Mitbegründers Bakers im Jahre 1850),
- Charles Scribner Company
- Charles Scribner’s Sons
- Scribner